# مایکل استال-دیوید
مایکل استال-دیوید (انگلیسی: Michael Stahl-David؛ زادهٔ ۲۸ اکتبر ۱۹۸۲) هنرپیشه اهل ایالات متحده آمریکا است. وی از سال ۲۰۰۱ میلادی تاکنون مشغول فعالیت بوده‌است.
از فیلم‌ها یا برنامه‌های تلویزیونی که وی در آن نقش داشته‌است می‌توان به همسر خوب، کلاورفیلد، دختر جدید، در چشمانت، قول، ال.بی.جی، و لطفاً حاضر باش اشاره کرد.